# Sthenelanella japonica
Sthenelanella japonica är en ringmaskart som beskrevs av Imajima 2003. Sthenelanella japonica ingår i släktet Sthenelanella och familjen Sigalionidae. Inga underarter finns listade i Catalogue of Life.